# Александер Віттек

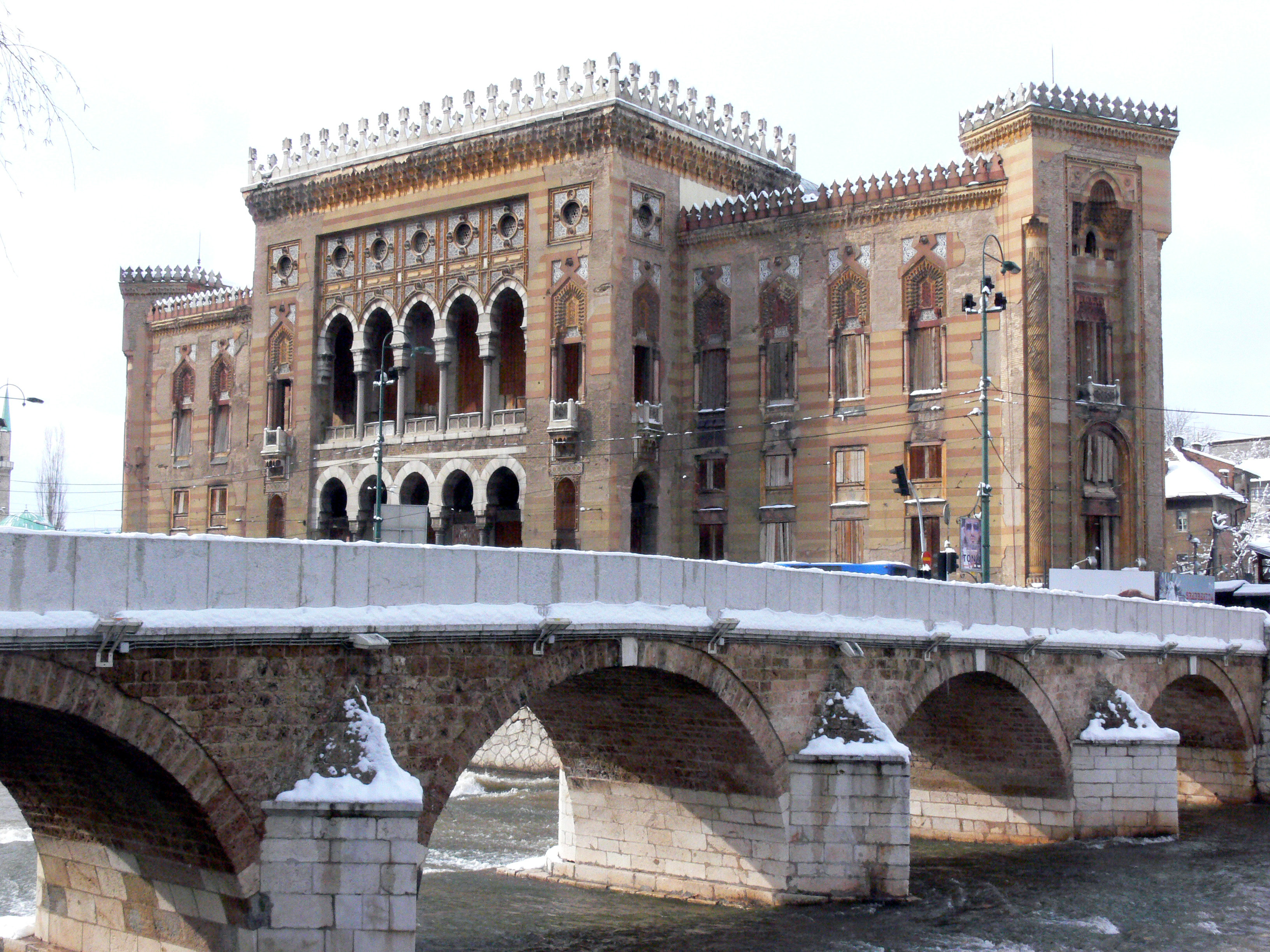
Будівля міського управління в Сараєво (пізніше — національна бібліотека), збудована 1896 року за проектом Александера Віттека

Александер Віттек (хорв. Alexander Wittek; 12 жовтня 1852, Сісак, Хорватія — 11 травня 1894, Грац, Австрія) — хорватський і австрійський архітектор, шахіст.
Переважно працював на території Боснії і Герцеговини, коли вона входила до складу Австро-Угорщини, найвідомішими його проєктами є будівля міського управління в Сараєво, що дістала назву «Виєчниця» і пізніше переобладнана в національну бібліотеку, а також громадський фонтан «Себілдж» (від арабського sebil — «дорога») на площі Башчаршія, який нині вважають одним з найвпізнаваніших символів міста. Обидві будови виконані в неомавританському стилі.
Крім того, Віттек був досить успішним шахістом. На турнірі в Берліні 1881 року він поділив п'яте і шосте місця з ірландцем Джеймсом Мезоном (перше місце тоді посів англієць Джозеф Генрі Блекберн). На турнірі у Відні 1882 виявився дев'ятим (перше місце між собою поділили чех Вільгельм Стейніц і поляк Шимон Вінавер).
У 1893 році психічне здоров'я архітектора стало різко погіршуватися, і ще до завершення будівництва будівлі міського управління його помістили в лікарню для душевно хворих в місті Грац. Йому поставили діагноз «паралітичний психічний розлад», а 1884 року він несподівано помер. Деякі джерела стверджують, що Віттек покінчив життя самогубством, тоді як інші причиною смерті називають туберкульоз.